# Sandžó
Sandžó (japonsky 三条天皇, Sandžó -tennó), (5. února 976 ─ 5. června 1017) byl šedesátý sedmý císař Japonska v souladu s tradičním pořadím posloupnosti. Vládl od 16. července 1011 do své abdikace 10. března 1016.
Princ, jehož osobní jméno (imina) před nástupem na Chryzantémový trůn znělo Ijasada či Okisada (居貞親王), případně rovněž Sukesada, byl druhorozeným synem 63. císaře Reizeie a jeho manželky Čóši Fudžiwary (asi 954─982), jež byla dcerou regenta Kaneie Fudžiwary (929─990). Byl rovněž nevlastním bratrem císaře Kazana, který byl Reizeiovým prvorozeným synem.
Ve starověkém Japonsku existovaly čtyři šlechtické klany ─ Minamoto (源氏), Taira (平氏), Fudžiwara (藤原氏) a Tačibana (橘氏). Klan Minamoto je rovněž znám jako Gendži. Větev Sandžó Gendži (三条源氏) tvoří potomci 67. císaře Sandžóa.

## Události za Sandžóova života
Poté co mu v sedmi letech zemřela matka a jeho otec, klášterní císař Reizei, duševně onemocněl, vychovával ho ve svém sídle dědeček z matčiny strany regent Kaneie Fudžiwara.
Dne 23. srpna 986 byl princ Ijasada jmenován korunním princem a císařovým dědicem. Bylo mu 11 let. Tak se naplnila dohoda, že se dvě pokrevní císařské linie budou v nástupnictví na Chryzantémový trůn střídat, přestože císař Ičidžó byl ve skutečnosti o 4 roky mladší. Princ Ijasada tak získal přezdívku Sakasa-no moke-no kimi neboli Císařský dědic naruby. Den před tím, než císař Kazan oficiálně odstoupil 1. srpna téhož roku z trůnu, usedl na něj jeden z vnuků Kaneie Fudžiwary, princ Kanehito, pozdější 66. císař Ičidžó a po jeho abdikaci další Kaneieův vnuk, princ Ijasada, pozdější 67. císař Sandžó.
Císař Ičidžó odstoupil z Chryzantémového trůnu 16. července 1011 v 25. roce svého panování. Nástupnictví (senso) převzal jeho bratranec princ Ijasada/Okisada. Krátce nato usedl budoucí císař Sandžó na japonský trůn (sokui). Bylo mu v té době 36 let. Krátce nato, 29. srpna, bývalý císař Ičidžó zemřel ve věku 32 let. Následujícího dne obdržel faktický vládce Japonska Mičinaga Fudžiwara mimořádné privilegium, že směl cestovat k císařskému dvoru v dvoukolovém kočáru taženém volským spřežením. Také bývalý císař Reizei, Sandžóův otec, toho roku zemřel. Stalo se tak 28. listopadu. Bylo mu 62 let.
Druhý syn bývalého císaře Ičidžóa, princ Acunaga (敦良親王), byl v roce 1011 oficiálně prohlášen korunním princem. Původně jím sice byl Sandžóův prvorozený syn, princ Acuakira (敦明親王), ale pod nátlakem Mičinagy Fudžiwary byl mladý princ donucen vzdát se svého postavení.
Regent Kaneie Fudžiwara zemřel roku 990 na počátku vlády císaře Ičidžóa. Císařovi tři strýcové, Kaneieovi synové Mičitaka, Mičinaga a Mičikane, za Ijasadu/Okisadu provdali své dcery. Každý z nich se tak snažil získat moc coby děd budoucího císaře a společně usilovali o vyloučení Ijasadových/Okisadových potomků z císařského následnictví, přestože za něj každý z nich provdal svoji dceru. Císař Ičidžó měl později dva syny s Mičinagovou dcerou Šóši, a proto Mičinaga Fudžiwara očekával, že jeho vnuk usedne co nejdříve na Chryzantémový trůn. Mičinaga se za Ičidžóovy vlády stal regentem Japonska a očekával, že si tuto pozici udrží i poté, co na Chryzantémový trůn usedne princ Ijasada/Okisada, pozdější císař Sandžó.
V červenci 1012 se princ Ijasada/Okisada oženil s dcerou regenta Mičinagy Fudžiwary Kenši (妍子, 994–1027).
Počátkem roku 1013 poslal císař obilnou oběť božstvům (kami) 21 hlavních japonských chrámů. Koncem roku pak navštívil svatyni Iwašimizu Hačimangú ve městě Jawata zasvěcenou Hačimanovi a svatyně Kamo v Kjótu. Jeho následovníci pak podle jeho příkladu navštěvovali tyto svatyně každoročně.
Dne 12. března 1014 zničil císařský palác velký požár. Jeho rekonstrukce trvala až do druhé poloviny roku 1015, ale již měsíc nato vyhořel palác opět až do základů.
Počátkem roku 1016 se začal císaři rapidně zhoršovat zrak. Proto 10. března odstoupil po šestiletém panování z trůnu. Bylo mu 40 let. Přijal titul Daidžó tennó pro císaře, který se vzdal trůnu, a stáhl se do soukromí. Téhož dne přijal nástupnictví (‘‘senso’’) jeho bratranec princ Acuhira (敦成親王), druhý syn císaře Ičidžóa. Krátce nato usedl budoucí císař Go-Ičidžó ve svých 9 letech na japonský trůn (‘‘sokui’’).
Dne 27. května 1017 se bývalý císař Sandžó stal buddhistickým knězem. Již 5. června téhož roku však ve 42 letech umírá. Obdržel posmrtné jméno Sandžó-in (三条院) podle paláce, v němž po své abdikaci žil. V období Meidži byl výraz in nahrazen výrazem tennó (císař).
Místo, kde byl císař Sandžó pohřben, je známo. Císař je proto tradičně uctíván v pamětní šintoistické svatyni  (misasagi) v Kjótu. Úřad pro záležitosti japonského císařského dvora stanovil toto místo jako mauzoleum císaře Sandžóa, takže nese formální jméno Kitajama no misasagi.
Mičinaga Fudžiwara udělil Sandžóovu prvorozenému synovi, princi Acuakirovi, titul Ko-ičidžo-in rovnající se postavení odstoupivšího císaře. Přestože žádný ze Sandžóových synů neusedl na císařský trůn, Takahito (尊仁親王), budoucí císař Go-Sandžó, byl synem třetí dcery císaře Sandžóa princezny Teiši, takže jeho krev dál kolovala v císařské pokrevní linii.

## Rodina
Císařský princ Ijasada/Okisada neboli císař Sandžó měl 4 manželky, s nimiž zplodil 7 dětí, 4 syny a 3 dcery.